# 宇野雅美
宇野 雅美（うの まさみ、本名：宇野 正美（読み同じ）1978年5月2日 - ）は、京都府八幡市出身の元プロ野球選手（投手）。

## 来歴・人物
小学2年で野球を始める。花園高校では2年秋に府大会ベスト4、3年夏の京都府大会では決勝戦で北嵯峨高の山田秋親と投げ合うが延長10回の末に敗れて準優勝。スライダー、チェンジアップが武器。
1996年ドラフト5位で読売ジャイアンツに指名され入団。巨人には1997年・1998年の2年間在籍するも、小指の骨折などの不運が重なり、一軍出場のなかった。1998年オフに広島東洋カープへ移籍。広島でも1シーズン在籍したが、一軍出場がなく、戦力外通告を受けた。その後、社会人野球のリースキン広島（2004年にリースキンに改称、現：伯和ビクトリーズ）へ入団、5シーズンにわたりエースとして活躍。2004年には都市対抗野球初出場の原動力となった。
同年オフのトライアウトに参加したところ、ヤクルトスワローズの安田猛編成部長の目に留まり、2005年からの契約を手に入れた。柳川事件以降で、プロ野球選手が解雇後社会人野球チームを経て再度プロ野球チームに加入するのは渡邉孝男（西武→サンワード貿易→日本ハム）以来2人目。2005年9月に一軍に初昇格すると、中継ぎで6試合に登板。勝ち星はつかなかったものの、プロとしての足跡を残した。2006年はファームでチーム最多の44試合に登板も、一軍登板はなかった。2007年はイースタンで防御率7.16と不振に終わり10月5日に戦力外通告を受けた。

## 詳細情報

### 年度別投手成績
| 年 度     | 球 団     | 登 板 | 先 発 | 完 投 | 完 封 | 無 四 球 | 勝 利 | 敗 戦 | セ 丨 ブ | ホ 丨 ル ド | 勝 率 | 打 者 | 投 球 回 | 被 安 打 | 被 本 塁 打 | 与 四 球 | 敬 遠 | 与 死 球 | 奪 三 振 | 暴 投 | ボ 丨 ク | 失 点 | 自 責 点 | 防 御 率 | W H I P |
| --------- | --------- | ----- | ----- | ----- | ----- | -------- | ----- | ----- | -------- | ----------- | ----- | ----- | -------- | -------- | ----------- | -------- | ----- | -------- | -------- | ----- | -------- | ----- | -------- | -------- | ------- |
| 2005      | ヤクルト  | 6     | 0     | 0     | 0     | 0        | 0     | 0     | 0        | 0           | ----  | 19    | 5.0      | 4        | 1           | 0        | 0     | 1        | 2        | 0     | 0        | 2     | 2        | 3.60     | 0.80    |
| 通算：1年 | 通算：1年 | 6     | 0     | 0     | 0     | 0        | 0     | 0     | 0        | 0           | ----  | 19    | 5.0      | 4        | 1           | 0        | 0     | 1        | 2        | 0     | 0        | 2     | 2        | 3.60     | 0.80    |

### 記録
- 初登板：2005年9月7日、対読売ジャイアンツ18回戦（明治神宮野球場）、9回表に3番手で救援登板・完了、1回無失点
- 初奪三振：同上、9回表に十川孝富から空振り三振

### 背番号
- 92 （1997年 - 1998年）
- 91 （1999年）
- 54 （2005年 - 2007年）